# 히메하나 유키노
히메하나 유키노(일본어: 妃華 ゆきの ひめはな ゆきの[*], 6월 26일 - )는 다카라즈카 가극단 유키구미 소속 여역이다.
효고현 니시노미야시, 히바리가오카가쿠엔 고등학교 출신이다. 키 163cm, 애칭 "미도리", "유키노"이다.

## 약력
2008년, 다카라즈카 음악학교에 입학하였다.
2010년, 다카라즈카 가극단 96기생으로 입단. 입단 시 성적은 20등. 츠키구미 공연 『THE SCARLET PIMPERNEL』로 초무대. 그 후, 유키구미에 배속되었다.

## 출연 이벤트
- 2017년 10월, 제 54회 『다카라즈카 무용회』
- 2019년 7월, 『다카라즈카 파리제 2019』